# Dinastía sukkalmah
La dinastía sukkalmah (c. 1900 - c. 1500 a. C.) o dinastía epártida fue una dinastía temprana de Asia occidental en la antigua región de Elam, al sureste de Babilonia. Corresponde al tercer periodo paleoelamita (datado entre c. 1880 y c. 1450 a. C.). 
La dinastía sukkalmah siguió a la dinastía shimashki (c. 2200 - c. 1900 a. C.). El título sumerio de sukkalmah significa "Gran regente" o "Gran ministro" y fue utilizado por algunos, pero no todos, los gobernantes elamitas. De este período se conservan numerosos documentos e inscripciones cuneiformes, especialmente de la zona de Susa, lo que convierte al período sukkalmah en uno de los mejor documentados de la historia elamita.

## Etimología del título sukkalmah
La dinastía sukkalmah es llamada así por el título de sukkalmah que llevaron muchos de los gobernantes de la dinastía. También se la denomina dinastía epártida por el nombre del fundador de la misma, Eparti II (Ebarat II), que llevaba el título de "rey de Anshan y de Susa".

## Historia
Sukkalmah fue un título sumerio atestiguado por primera vez en los textos presargónidos de Girsu, donde parece haber tenido el significado de "primer ministro" o "gran visir". El título fue bien atestiguado bajo el poderoso estado de Ur III, donde permaneció asociado con Girsu y la cercana Lagash. 
Los sukkalmahs de Lagash tenían el control efectivo de toda la ma-da o zona tampón al norte y al este del territorio central de Ur III y, por tanto, tenían autoridad sobre Susa. El sukkalmah Arad-Nanna ostentaba el título de shagina o gobernador militar de Pashime, en la costa sur de Irán, lo que indica que la influencia de los sukkalmahs neosumerios podía extenderse hasta muy dentro del territorio elamita. La posterior adopción del título de sukkalmah, el más alto llevado por parte de los elamitas, refleja probablemente la considerable influencia política que los sukkalmahs neosumerios tenían en Susiana y Elam, y puede que también se viera favorecida por la similitud entre el título cortesano del sukkal sumerio y el título elamita sunkir o sukkir, que significa "rey".

### Período Isin-Larsa (c. 2025 – c. 1894a.C.)
El fundador de la dinastía fue un gobernante llamado Shilhaha, quien se describió a sí mismo como "el hijo elegido de Ebarat", que pudo haber sido el mismo rey Ebarti mencionado como el noveno rey de la dinastía shimashki. Ebarat aparece como el fundador de la dinastía según las inscripciones de los edificios, pero los reyes posteriores parecen referirse a Shilhaha en sus afirmaciones de filiación.
Los nombres de Ebarat y Shilhaha, los miembros fundadores de la dinastía sukkalmah, se han encontrado en vasijas de plata Gunagi, inscritos en escritura elamita lineal. Las vasijas Gunagi fueron descubiertas en 2004. El arqueólogo francés François Desset identificó secuencias de signos repetitivos al comienzo de las inscripciones Gunagi y supuso que eran nombres de reyes, de una manera algo similar al desciframiento de la escritura cuneiforme del persa antiguo realizado por el lingüista Grotefend en 1802-1815. Utilizando el pequeño conjunto de letras identificado en 1905-1912, el número de símbolos en cada secuencia tomados como sílabas y, en un caso, la repetición de un símbolo, Desset pudo identificar a los dos únicos gobernantes históricos contemporáneos que cumplían estas condiciones: Shilhaha y Ebarat, los dos primeros reyes de la dinastía sukkalmah. Otro conjunto de signos coincidía con el conocido dios de la época: Napirisha.

### Período paleobabilónico (c. 1894 – c. 1595a.C.)
La dinastía fue aproximadamente contemporánea del período paleoasirio y del período paleobabilónico en Mesopotamia. Durante este tiempo, Susa estaba bajo control elamita, pero los estados mesopotámicos de habla acadia, como Larsa e Isin, intentaron continuamente reconquistar la ciudad. Los gobernantes notables de la dinastía sukkalmah en Elam durante este tiempo, que incluyen a Siruktuh (c. 1850 a. C.), formaron varias coaliciones militares para contener el poder de los estados del sur de Mesopotamia. Siruktuh era el rey de Elam cuando Hammurabi gobernaba por primera vez, él y los reyes posteriores de la dinastía elamita fueron referidos como "gran rey" y "padre" por los reyes de Siria y Mesopotamia y fueron los únicos reyes que los mesopotámicos consideraban que tenían un estatus superior al de ellos mismos.
Siwe-Palar-Huppak, quien durante algún tiempo fue la persona más poderosa de la zona, fue llamado respetuosamente "padre" por reyes mesopotámicos como Zimrilim de Mari, Shamshiadad I de Asiria e incluso Hammurabi de Babilonia. Solo durante su reinado, Elam interfirió ampliamente con la política mesopotámica, permitiendo que mensajeros y enviados viajaran hacia el oeste, a Emar y Qatna en Siria. Su mensajero llegó a Emar y envió a sus tres servidores al rey Amut-piʾel II de Qatna (1772-1762 a. C.), y el rey de Qatna también envió dos mensajeros a Elam. Alrededor de 1760 a. C., Hammurabi expulsó a los elamitas, derrocó a Rim-Sin de Larsa y estableció un Imperio babilónico en Mesopotamia. Así, Siwe-Palar-Huppak dirigió su ejército hacia el este y conquistó zonas de Irán.
Los gobernantes elamitas se habían involucrado cada vez más en la política mesopotámica durante la dinastía sukkalmah. De hecho, el propio Rim-Sin de Larsa era de ascendencia elamita, a pesar de su nombre acadio. Kudur-Nahhunte (Kutir Nahhunte I) atacó Ur y saqueó los templos del sur de Mesopotamia. Pero la influencia elamita en el sur de Mesopotamia no duró. Poco se sabe sobre la última parte de esta dinastía, ya que las fuentes vuelven a escasear con el gobierno casita de Babilonia (desde c. 1595 a. C.).